# Радянский сельский совет (Кобелякский район)
Радянский сельский совет (укр. Радянська сільська рада) — входит в состав
Кобелякского района Полтавской области Украины.
Административный центр сельского совета находится в селе с. Приднепрянское.

## Населённые пункты совета
- с. Приднепрянское